# 武内流加
武内 流加（たけうち るか）は、日本の翻訳者。

## 略歴
兵庫県生まれ。2019年、大阪府立大学地域保健学域教育福祉学類卒業(教育福祉学士)。環境学副専攻・地域再生副専攻修了。2021年、玉川大学大学院教育学研究科教育学専攻IBコース修了(教育学修士)。

## 著書

### 翻訳
- リンダ・S・レヴィスティック, キース・C・バートン『歴史をする 生徒をいかす教え方・学び方とその評価』松澤剛, 吉田新一郎共編訳 新評論 2021[1]
- トーニー・シナニス, ジョー・サンフェリポ『学校のリーダーシップをハックする 変えるのはあなた』 飯村寧史, 長崎政浩, 吉田新一郎共編訳 新評論 2021[2]
- キャロル・アン・トムリンソン『みんな羽ばたいて: 生徒中心の学びのエッセンス』 飯村寧史, 武内流加, 竜田徹, 谷田美尾, 吉田新一郎共編訳 新評論 2023[3]